# Proavga longicellula
Proavga longicellula är en stekelart som beskrevs av Papp 1999. Proavga longicellula ingår i släktet Proavga och familjen bracksteklar. Inga underarter finns listade i Catalogue of Life.